# 铁瑛
铁瑛（1916年11月19日—2009年2月6日），原名任鸿让，男，汉族，河南南乐人。中华人民共和国政治人物，曾任中共浙江省委第一书记、浙江省军区第一政委。
铁瑛是中共第十届中央候补委员，第十一、十二届中央委员，党的第十、十一、十二、十三、十四、十五、十六、十七大代表，第五、六届全国人大代表。曾获二级独立自由勋章、二级解放勋章。

## 生平
1916年11月19日，铁瑛出生在河北省南乐县（今属河南省濮阳市）。
1937年10月参加革命工作，同年12月加入中国共产党。历任抗日军政大学一分校一大队组织干事，八路军山东纵队一支队二团组织股长兼党分总支书记，山东滨海军区临沭县独立营政委、县委书记，临沭县独立团政委，山东军区特务一团政委，华东军区警卫旅政委等。1949年7月后历任上海市公安总队副政委、政委兼干部部部长，南京军区军事法院院长，舟山地区革委会主任等。1964年，被授予少将军衔。1972年后任中共浙江省委第一书记兼浙江省军区第一政委。后兼任浙江省政协主席、浙江省人大常委会主任。1983年3月当选为中共浙江省顾问委员会主任。党的十三大当选为中顾委委员。
2009年2月6日在浙江省杭州市逝世，享耆壽93岁。